# Kotłari
Kotłari (bułg. Котлари) – wieś w Bułgarii, w obwodzie Kyrdżali, w gminie Krumowgrad. W 2024 roku liczyła 110 mieszkańców.